# Sowjetische Badmintonmeisterschaft 1969
Die Sowjetische Badmintonmeisterschaft 1969 fand in Cherson statt. Es war die siebente Austragung der nationalen Titelkämpfe der UdSSR im Badminton.

## Sieger
| Disziplin    | Sieger                              |
| ------------ | ----------------------------------- |
| Herreneinzel | Viktor Shvachko                     |
| Dameneinzel  | Irina Natarova                      |
| Herrendoppel | Konstantin Vavilov Nikolay Nikitin  |
| Damendoppel  | Tatyana Kochetkova Tatjana Shmakova |
| Mixed        | Viktor Shvachko Irina Natarova      |